# Idiocera reticulata
Idiocera reticulata är en tvåvingeart som först beskrevs av Alexander 1922.  Idiocera reticulata ingår i släktet Idiocera och familjen småharkrankar. Inga underarter finns listade i Catalogue of Life.